# Église Saint-Gervais-et-Saint-Protais de Mende
Pour les articles homonymes, voir Église Saint-Gervais-Saint-Protais et Église Saint-Gervais.
L'église Saint-Gervais-et-Saint-Protais est l'ancienne église paroissiale de la ville de Mende. Elle fut détruite au XVIe siècle, et il n'en reste que l'abside. Elle était située hors des remparts, au sud de la ville. Des cimetières qui l'entouraient, il n'en reste plus qu'un, qui contient les sépultures de plusieurs personnalités lozériennes.

## Historique
La première mention de l'église date d'une ordonnance du pape Grégoire IX en 1237, mais sa fondation est peut-être bien plus ancienne. Au XIIe siècle, sous l'épiscopat d'Aldebert III du Tournel, des remparts sont érigés autour de la ville de Mende. L'église, au sud de la ville, sur les premières pentes du mont Mimat ne fait pas partie de l'enceinte, mais s'en éloigne de 300 mètres environ.
Malgré cela, l'église est l'église paroissiale de la ville, qui compte, outre la cathédrale, plusieurs chapelles intra-muros.
Plusieurs évêques font des donations à l'église par le biais de leur testament. La paroisse est alors importante puisqu'elle englobe ce que sont aujourd'hui les communes de Mende et du Chastel-Nouvel. Le Chastel-Nouvel possède en effet une église, mais qui dépend de la paroisse Saint-Gervais.
La nuit du massacre de la Saint-Barthélemy, le baron de Peyre, l'un des huit barons du Gévaudan dont Mende est la capitale, est assassiné comme bon nombre de protestants. Sa veuve engage un capitaine, Mathieu Merle, pour venger son mari des catholiques. Une longue guerre de religion commence alors en Gévaudan. Les troupes huguenotes pillent une première fois l'église en 1562 puis l'incendient en 1579 ou 1581.
De l'église massive, qui possédait 13 chapelles et longue d'une cinquantaine de mètres, il ne subsiste alors que son abside. Elle n'est pas reconstruite, et la paroisse est transférée dans la chapelle Saint-Gervais-Saint-Protais de la cathédrale.

## Cimetière

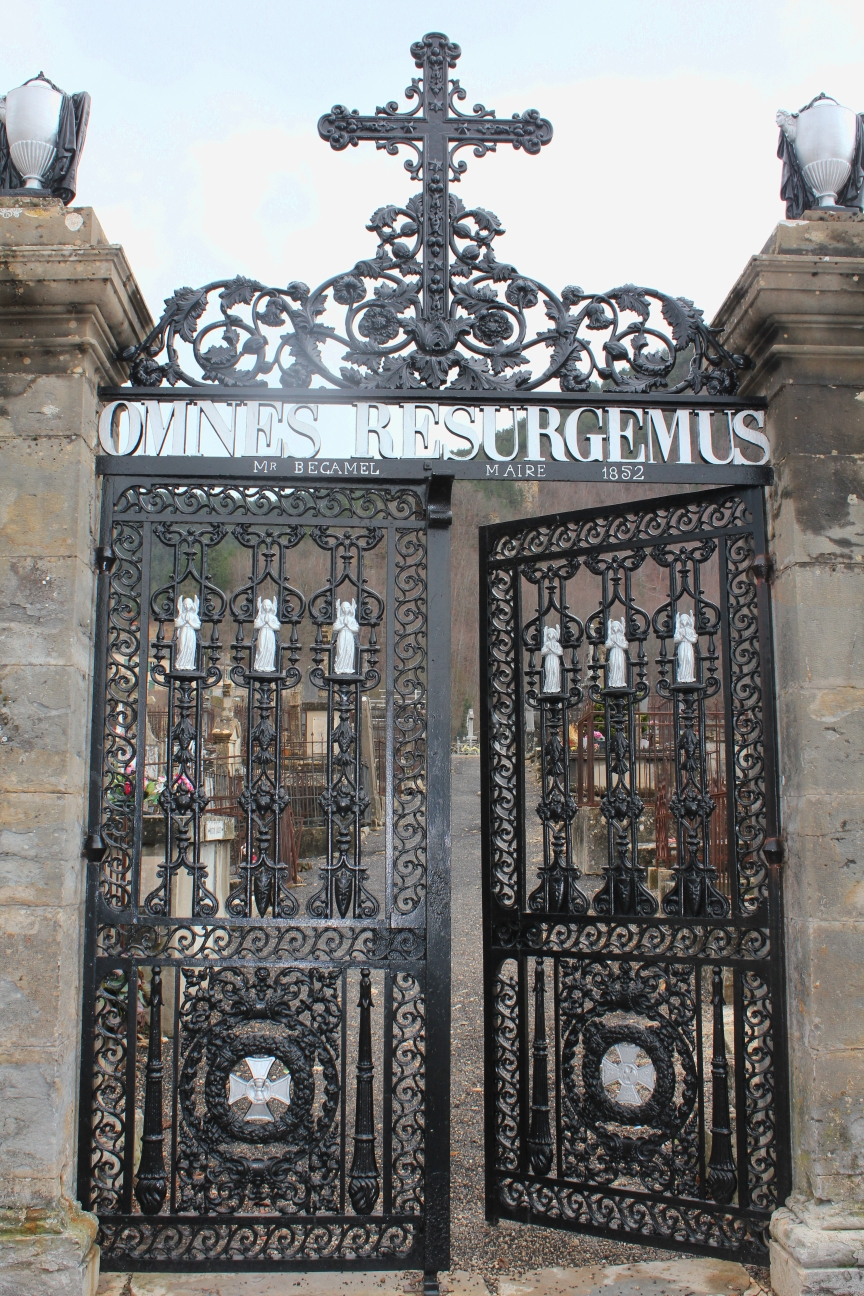
Portail d'entrée du cimetière

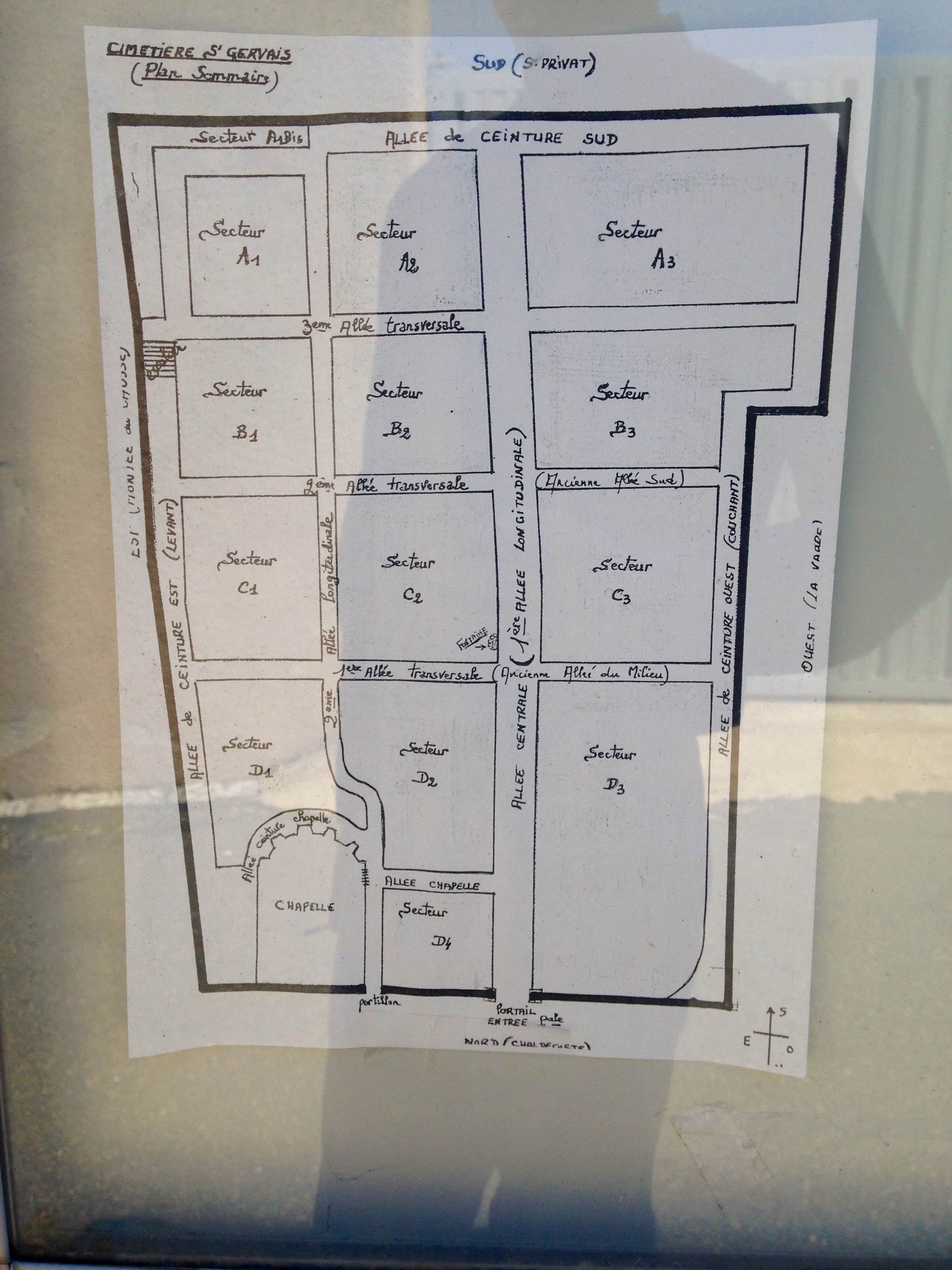
Plan du cimetière Saint-Gervais, avec l'emplacement de l'église.

Comme la cathédrale, l'église était entourée de plusieurs cimetières. Ceux qui se faisaient enterrer à Saint-Gervais demandaient fréquemment une première cérémonie en la cathédrale, puis un seconde officiée par treize prêtres en l'église Saint-Gervais. Des différents cimetières, il n'en reste plus qu'un, dont les traces les plus anciennes remontent à l'année 1257, et les tombes les plus anciennes du milieu du XIXe siècle. Le portail d'entrée porte le nom du maire Alexandre Bécamel (1848-1852) et la date de 1852. Le tout est surmonté en lettres blanches de l'expression Omnes resurgemus (« Nous ressusciterons tous »).
Le cimetière comprend environ 1550 concessions, ne peut plus en accueillir de nouvelles et ne dispose pas d'espace vert. Il fournit un point d'eau aux visiteurs.
Sont présents dans le cimetière les tombeaux de plusieurs personnalités lozériennes, parmi lesquelles :
- Marius Balmelle (1892-1969), historien et érudit local.
- Camille Bonnefoux et son épouse Julie Rolle, lui étant dompteur ; ils sont les parents de Marie Bonnefoux qui fonda avec son mari Ahmed Ben Amar et leurs enfants le cirque Amar.
- Henri Bourrillon (1891-1944), avocat, maire de Mende et chef de la résistance en Lozère, il est déporté successivement à Auschwitz, à Buchenwald puis à Flossenbürg[4]. Il meurt lors d'un déplacement des prisonniers. Après la libération, son corps est rapatrié en France et est inhumé au cimetière le 19 octobre 1953[5].
- Paulin Daudé-Gleize (1862-1928), député de la Lozère (1898-1906) puis sénateur de la Lozère (1906-1928).
- Justin Jaffard (1791-1854), avocat, représentant (député) de la Lozère (1849-1851).
- Marie-Sophie de Lamartine (?-1863), sœur d'Alphonse de Lamartine, elle était par son époux enterré avec elle, comtesse de Ligonnès. Ils étaient les parents de Charles du Pont de Ligonnès évêque de Rodez-Vabres.
- Jules Laget (né le 18 avril 1867 à Ispagnac, décédé en 1948) officier de la Légion d'Honneur[6], maire d'Ispagnac (1912-1949), président de Conseil Général de la Lozère, doyen des Bâtonniers de France.
- Louis Jourdan (1843-1932), ancien préfet (1879-1881) et député de la Lozère (1886-1905), et maire de Mende (1884-1888) puis d'Ispagnac (1892-1896)[7].